# Рисёр
Рисёр (норв. Risør) — коммуна в губернии Эуст-Агдер в Норвегии. Административный центр коммуны — город Рисёр. Официальный язык коммуны — нейтральный. Население коммуны на 2007 год составляло 6888 чел. Площадь коммуны Рисёр — 193,01 км², код-идентификатор — 0901.

## История
Исконное имя этого региона: Рис-Эйя (Rís-øya или Ríseyjar), что в переводе с языка Norræn Tunga означает: "Чащобный остров". 
В 1150-х годах на острове была построена церковь Søndeled kirke, сохранившаяся до сих пор. 
В 1570 г. здесь располагалась небольшая рыбацкая деревня, в которой датские судовладельцы организовали закупку строевого леса.
В июне 1786 года местный фермер и судовладелец Кристиан Лофтхус поднял восстание против притеснений норвежцев датскими чиновниками. В марте 1787 года Лофтхус был схвачен датчанами и доставлен в королевский замок Акерсхус, где заточён до конца своих дней. В 1788 г. датчане построили в Рисёре крепость Хольмен (Holmen).
18 июля 1891 г. Рисёр посетил шведский король Оскар II.

## Движение населения коммуны
Население коммуны за последние 60 лет.

Статистика коммуны Рисёр